# Kay George Roberts
Kay George Roberts (Nashville, Tennessee, 15 de septiembre de 1950) es una directora de orquesta estadounidense y profesora de música en la Universidad de Massachusetts-Lowell. Es la fundadora y directora musical de la New England Orchestra. Es reconocida como la primera mujer y la segunda afroamericana en recibir un doctorado en artes musicales de la Universidad de Yale. A partir de 2018, es una de las pocas directoras afroamericanas del mundo.

## Biografía

### Primeros años y educación
Roberts nació el 16 de septiembre de 1950 en Nashville, Tennessee. Roberts comenzó a tocar el violín en cuarto grado en el conjunto juvenil Cermona Strings. En 1964, audicionó con éxito para la Sinfónica Juvenil de Nashville, que en ese momento estaba bajo la dirección de Thor Johnson. A la edad de 17 años, fue trasladada al conjunto principal de la Sinfónica de Nashville, donde en 1971 se convirtió en la primera violinista en representar a la Sinfónica de Nashville en la Orquesta Sinfónica Mundial, dirigida por Arthur Fiedler.
En 1972, Roberts se graduó como licenciada en música de la Universidad de Fisk. Más tarde asistió a la Escuela de Música de la Universidad de Yale, donde se graduó con una Maestría en Música en Dirección e Interpretación de Violín en 1975, luego realizó una Maestría en Artes Musicales en Dirección en 1976. Más tarde, en 1986, se convirtió en la primera mujer y la segunda persona negra en recibir un doctorado en dirección orquestal de la Universidad de Yale.

### Carrera e impacto
Durante su tiempo en la Universidad de Fisk, Roberts fue becaria en Tanglewood, donde trabajó con el renombrado compositor Leonard Bernstein, sirviendo como violinista en su orquesta. Durante su tiempo en Yale, estuvo bajo la tutela del maestro compositor Otto-Werner Muller, quien más tarde le asignó las interpretaciones principales en la Orquesta Sinfónica de Nashville, con la que debutó como directora; así como en la Orquesta Sinfónica de Atlanta. También ha dirigido talleres, clases magistrales y seminarios con directores reconocidos, que incluyen a Denis de Coteau, Seiji Ozawa, Andre Previn y John Eliot Gardnier. Roberts es una de las únicas directoras afroamericanas del mundo.
En 1982, Roberts se convirtió en la directora principal de la Orquesta Filarmónica de New Hampshire. También ha dirigido como invitada a orquestas de todo el mundo, incluida la Orchestra della Svizzera Italiana en Suiza, la Sinfónica de Cleveland, la Sinfónica de Detroit y la Sinfónica de Bangkok en Tailandia. En 1978, se incorporó a la facultad de la Universidad de Massachusetts Lowell, donde trabaja actualmente. Roberts también es la fundadora y directora musical de la New England Orchestra y la directora principal de Opera North, Inc. en Filadelfia. También fundó el proyecto UMass Lowell String, que ayuda a los estudiantes de K-12 a recibir educación musical y la importancia de construir relaciones positivas.

## Premios y reconocimientos
Roberts ha recibido varios premios a lo largo de su carrera, incluido el "Certificado de reconocimiento especial del Congreso" de la Cámara de Representantes de los Estados Unidos, por el trabajo que ha realizado en la comunidad. También recibió el Premio al Servicio Público de los Presidentes de la Universidad de Massachusetts y Alumna Distinguida del Año de la Asociación Nacional para la Igualdad de Oportunidades en la Educación Superior (NAFEO).